# Piuí de la Hispaniola
El piuí de la Hispaniola (Contopus hispaniolensis) és un ocell de la família dels tirànids (Tyrannidae).

## Hàbitat i distribució
Habita els boscos de la Hispaniola, incloent l'illa de La Gonâve.